# Ian Boylan
Ian Dale Boylan (Norman, 6 maggio 1983) è un ex cestista statunitense.

## Palmarès
- Campionato austriaco: 3

Swans Gmunden: 2006-07, 2009-10
BC Vienna: 2012-13
- Coppa d'Austria: 4

Swans Gmunden: 2008, 2010, 2011
Kapfenberg Bulls: 2014
- Supercoppa d'Austria: 4

Swans Gmunden: 2006, 2007, 2010
Kapfenberg Bulls: 2014